# Rugby Grande Milano
Il Rugby Grande Milano è stato un club italiano di rugby a 15 dell'area metropolitana della città di Milano.
La Società viene fondata nel 2003 come aggregazione di: Iride Cologno di Cologno Monzese, Amatori Rugby Milano Junior, CUS Milano Rugby e Chicken Rugby di Rozzano; il titolo sportivo del club proviene dalla fusione di tali due ultime società, unitesi già alla fine degli anni novanta.
Le altre società che parteciparono al progetto sportivo del Rugby Grande Milano furono: il Rugby Cernusco di Cernusco sul Naviglio e il Rugby Sesto di Sesto San Giovanni.
Il club era presieduto da Fabrizio Villa ed aveva sede a Milano in via Carlo Pascal 6. La squadra disputava le proprie gare interne al Campo sportivo Mario Giuriati, condiviso con l'A.S. Rugby Milano e, fino alla fine del 2009, anche con l'Amatori Milano.